# Hydrure de magnésium
L'hydrure de magnésium est un composé chimique de formule MgH2. Il se présente comme une poudre ayant, à température ambiante, la structure cristalline du rutile. On connaît au moins quatre formes à haute pression : le MgH2 β dans le système cristallin cubique avec le groupe d'espace Pa3 (no 205), le MgH2 γ avec la structure du PbO2 α, et les formes orthorhombiques HP1 dans le groupe d'espace Pbc21 et HP2 dans le groupe d'espace Pnma. Une variété non-stœchiométrique MgH2-δ a également été caractérisée, mais semble n'exister que sous forme de particules de très petite taille, tandis que le MgH2 massif est essentiellement stœchiométrique dans la mesure où il ne permet qu'une faible concentration de lacunes d'hydrogène.

## Propriétés et réactions
La substance est pyrophorique lorsqu'elle est finement divisée, en revanche l'hydrure de magnésium macrocristallin ne s'enflamme spontanément dans l'air qu'au-dessus de 300 °C. Comme la plupart des hydrures métalliques, il réagit violemment avec l'eau en libérant de l'hydrogène :
MgH2 + 2 H2O ⟶ Mg(OH)2 + 2 H2.
L'hydrure de magnésium contient une fraction massique de 7,66 % d'hydrogène de sorte qu'il fait l'objet de recherches comme solution de stockage de l'hydrogène. Des procédés ont été décrits pour la synthèse d'hydrure de magnésium à partir des éléments magnésium et hydrogène, mais ils nécessitent ou bien des pressions et des températures élevées, ou bien des catalyseurs de manipulation délicate et qui sont parfois toxiques, ce qui les rend économiquement et écologiquement peu satisfaisants. Par exemple, la réaction peut être réalisée avec un mélange d'iodure d'alkyle, de bromure propargylique et d'iode comme catalyseur.
Mg + H2 ⟶ MgH2.
Il est également possible de faire réagir un halogénure de magnésium, tel que l'iodure de magnésium MgI2 dissous dans l'éther diéthylique, avec de l'hydrure de sodium NaH :
MgI2 + 2 NaH ⟶ MgH2 + 2 NaI.
L'hydrogénation du magnésium est une réaction exothermique qui s'auto-entretient. C'est également une réaction autocatalytique, l'hydrure de magnésium catalysant sa propre formation. Le produit formé est une poudre grise avec peu d'impuretés de magnésium. D'autre voies de synthèse sont également possibles, comme des dialkyles de magnésium (par exemple du diéthylmagnésium, du dibutylmagnésium, du diphénylmagnésium) ou des réactifs de Grignard correspondants sous un vide poussé.
La synthèse directe à partir de magnésium et d'hydrogène a été réalisée en 1951 à 500 °C sous 200 atm en présence d'iodure de magnésium MgI2. Des modes production nécessitant des conditions moins extrêmes ont été explorés, comme l'utilisation de nanocristaux de magnésium obtenus par moulin à billes, l'hydrogénation d'anthracène-magnésium en conditions modérées, la réaction de diéthylmagnésium avec de l'aluminohydrure de lithium LiAlH4 ou encore la production de complexes de MgH2, comme le MgH2·THF en faisant réagir du phénylsilane et du dibutylmagnésium dans de l'éther diéthylique ou des solvants hydrocabonés en présence de THF ou de TMEDA comme ligand.
L'hydrure de magnésium se décompose sous 1 bar à partir de 287 °C en libérant de l'hydrogène :
MgH2 ⟶ Mg + H2.
Cette température relativement élevée constitue une limitation à l'utilisation du MgH2 comme matériau de stockage réversible de l'hydrogène. Des recherches ont donc été menées en vue d'améliorer la cinétique des réactions d'hydrogénation et de déshydrogénation,. On peut y parvenir en partie par dopage ou en réduisant la taille des particules au moulin à billes,,.